# ラウラ・ダイケマ
ラウラ・ダイケマ（Laura Dijkema、1990年2月18日 - ）は、オランダの女子バレーボール選手。オランダ代表。

## 来歴
アッセン出身。2010年にオランダ代表に初選出される。同年、産休に入ったキム・スタエレンスに代わりワールドグランプリ2010、世界選手権では正セッターとして活躍した。
その後も代表でプレーし、2011年の欧州選手権、ワールドグランプリ2013などに出場した。2015年10月の開催された欧州選手権で銀メダルを獲得した。2016年7月のワールドグランプリで銅メダルを獲得した。また、同年8月のリオ五輪では4位となった。
2017年の欧州選手権で銀メダルを獲得し、自身もベストセッター賞を受賞した。
2024年、リーグ・ワン・バレーボールとの契約が発表された。

## 球歴
- オリンピック - 2016年（4位）
- 世界選手権 - 2010年、2014年
- 欧州選手権 - 2011年、2013年、2015年、2017年
- ワールドグランプリ - 2010年、2013年、2014年、2015年、2016年

## 受賞歴
- 2017年 - 欧州選手権 ベストセッター賞

## 所属クラブ
- DOK Dwingeloo （2006-2007年）
- SCU Emlichheim （2007-2008年）
- DELA Martinus Amstelveen （2008-2009年）
- TVC Amstelveen （2009-2011年）
- VfB Suhl （2011-2012年）
- USC Munster （2012-2013年）
- Halkbank Ankara （2013-2014年）
- ドレスナーSC（2014-2016年）
- AGILバレー（2016-2017年）
- イル・ビゾンテ・フィレンツェ（2017-2020年）
- ロコモティブ・カリーニングラード（2020-2021年）
- レニングラードカ・サンクトペテルブルク（2021-2022年）
- CBF Balducci HR Macerata（2022-2023年）
- メガバレー（2023-2024年）
- LOVBオマハ（2024年-）